# پرچم آفتاب تابان
پرچم آفتاب تابان (به ژاپنی: 旭日旗)، (به انگلیسی: Rising Sun Flag) پرچم نظامی ژاپن است. این پرچم در ابتدا به عنوان پرچم جنگی ارتش پادشاهی ژاپن و نیروی دریایی پادشاهی ژاپن مورد استفاده قرار می‌گرفت. امروزه نسخه بهبود یافته‌ای از آن توسط نیروی دفاعی ژاپن استفاده می‌شود. این طراحی در بسیاری از محصولات و تبلیغات تجاری نیز استفاده می شود. 

## نگارخانه

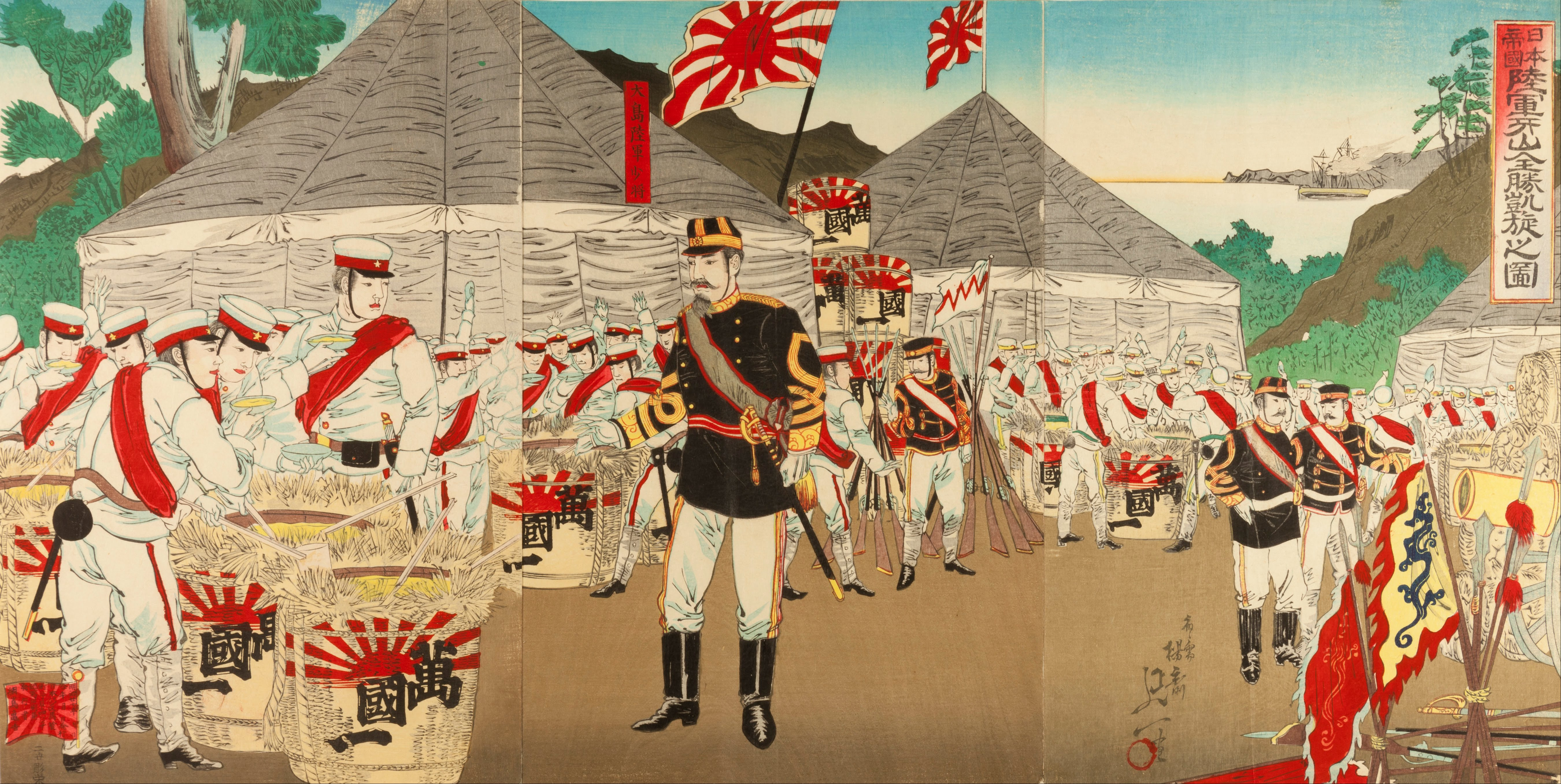
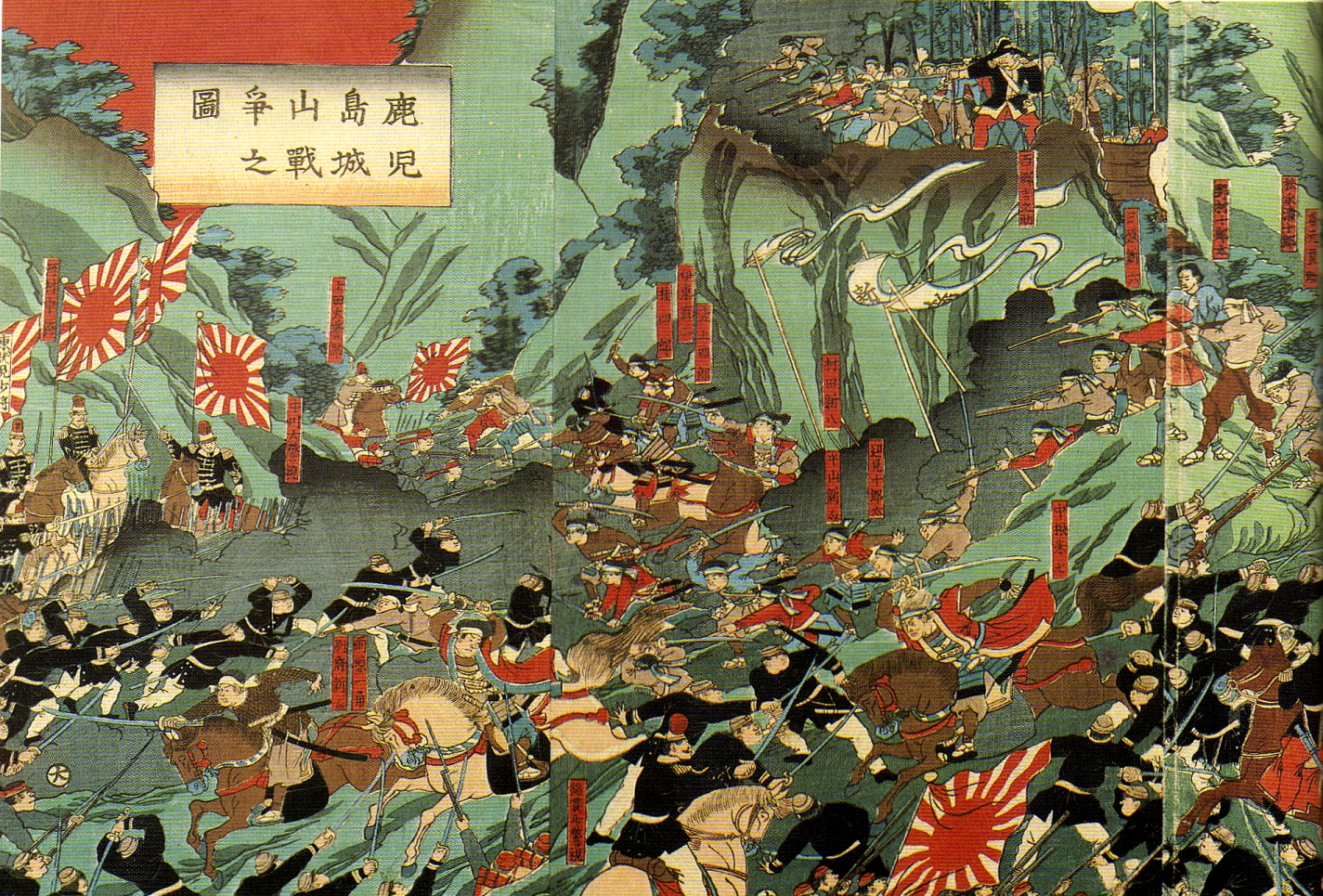
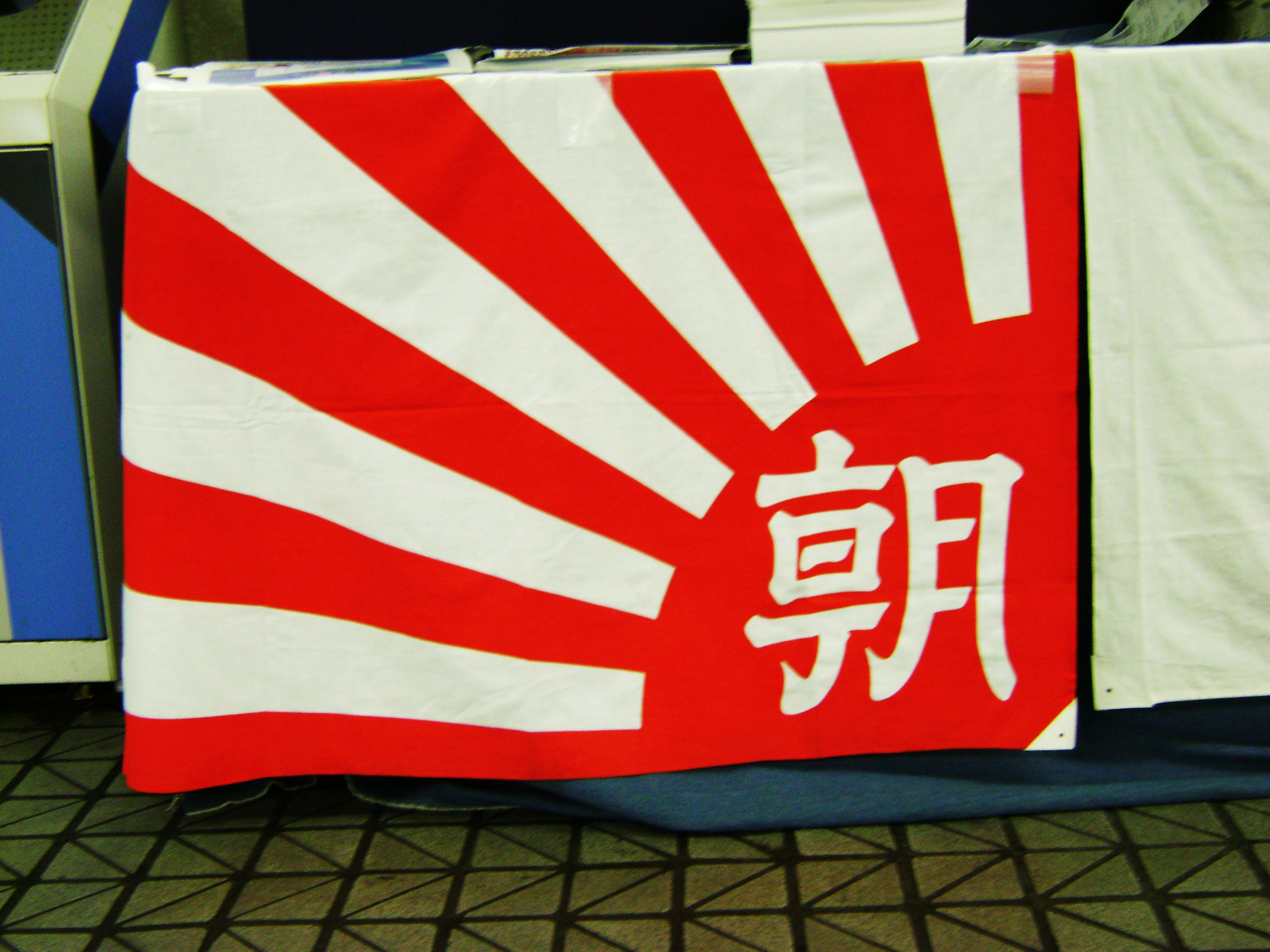
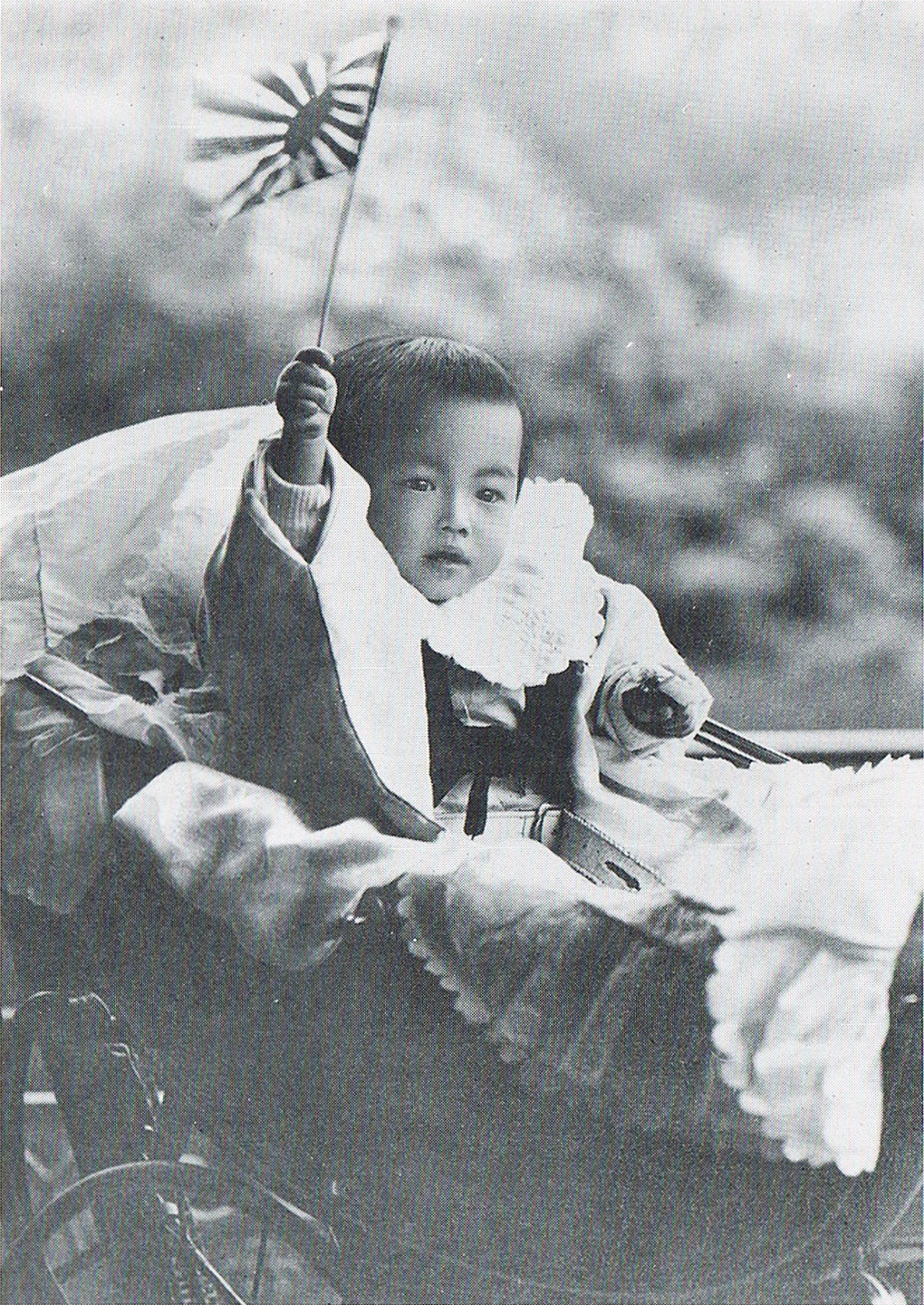
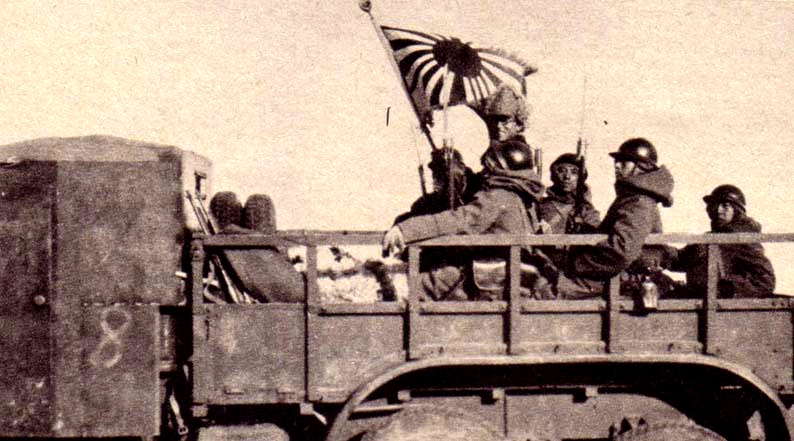
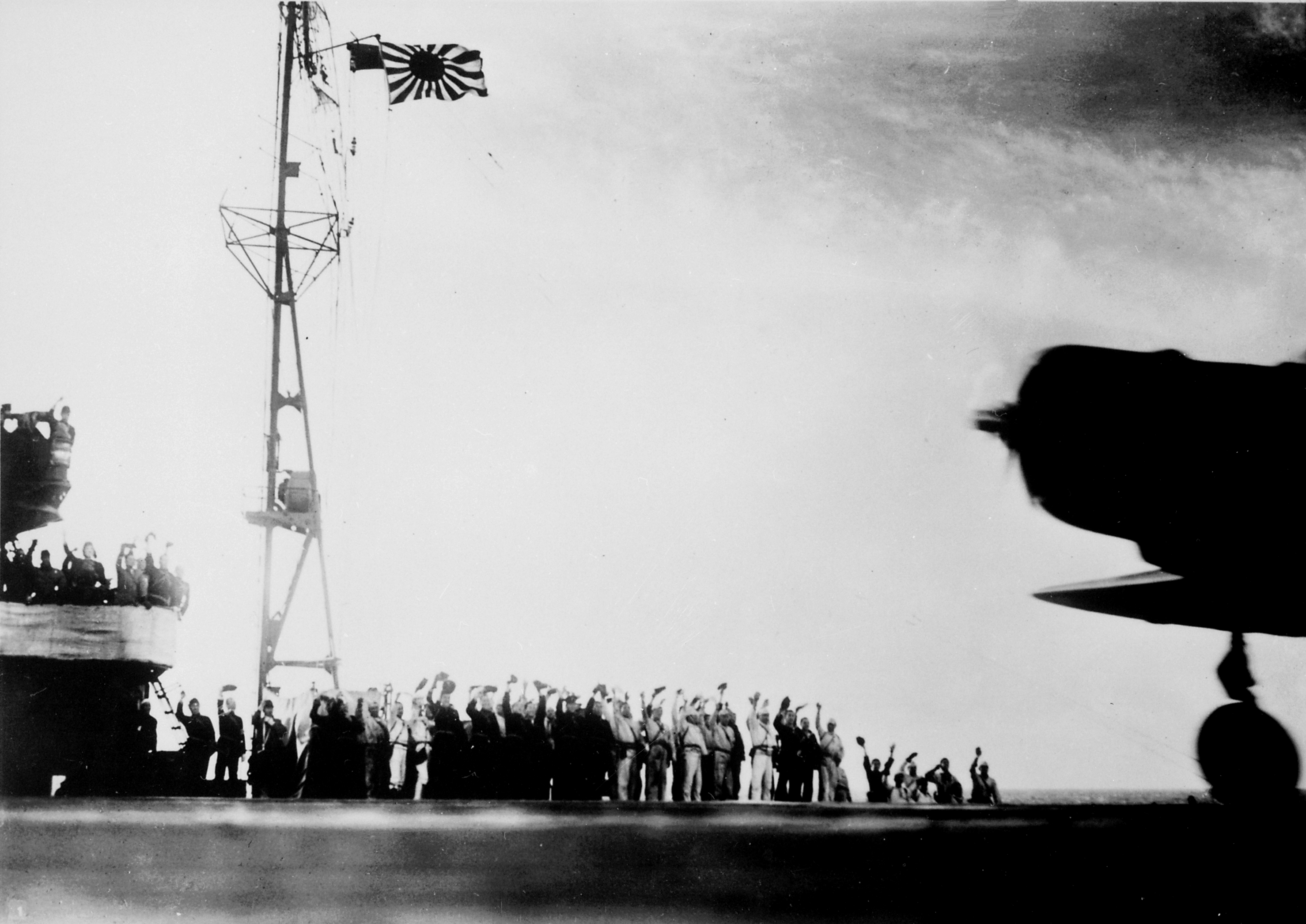
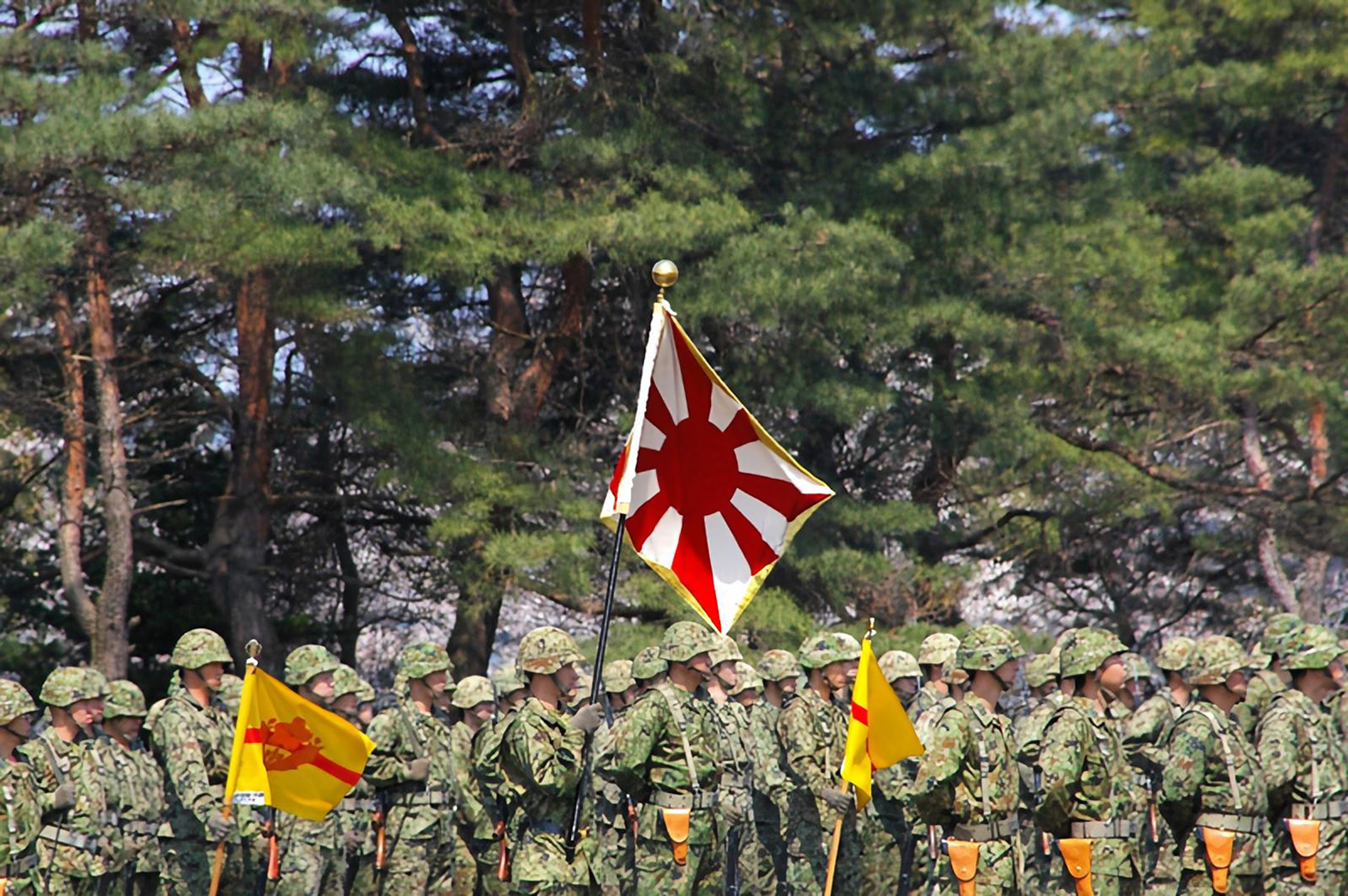
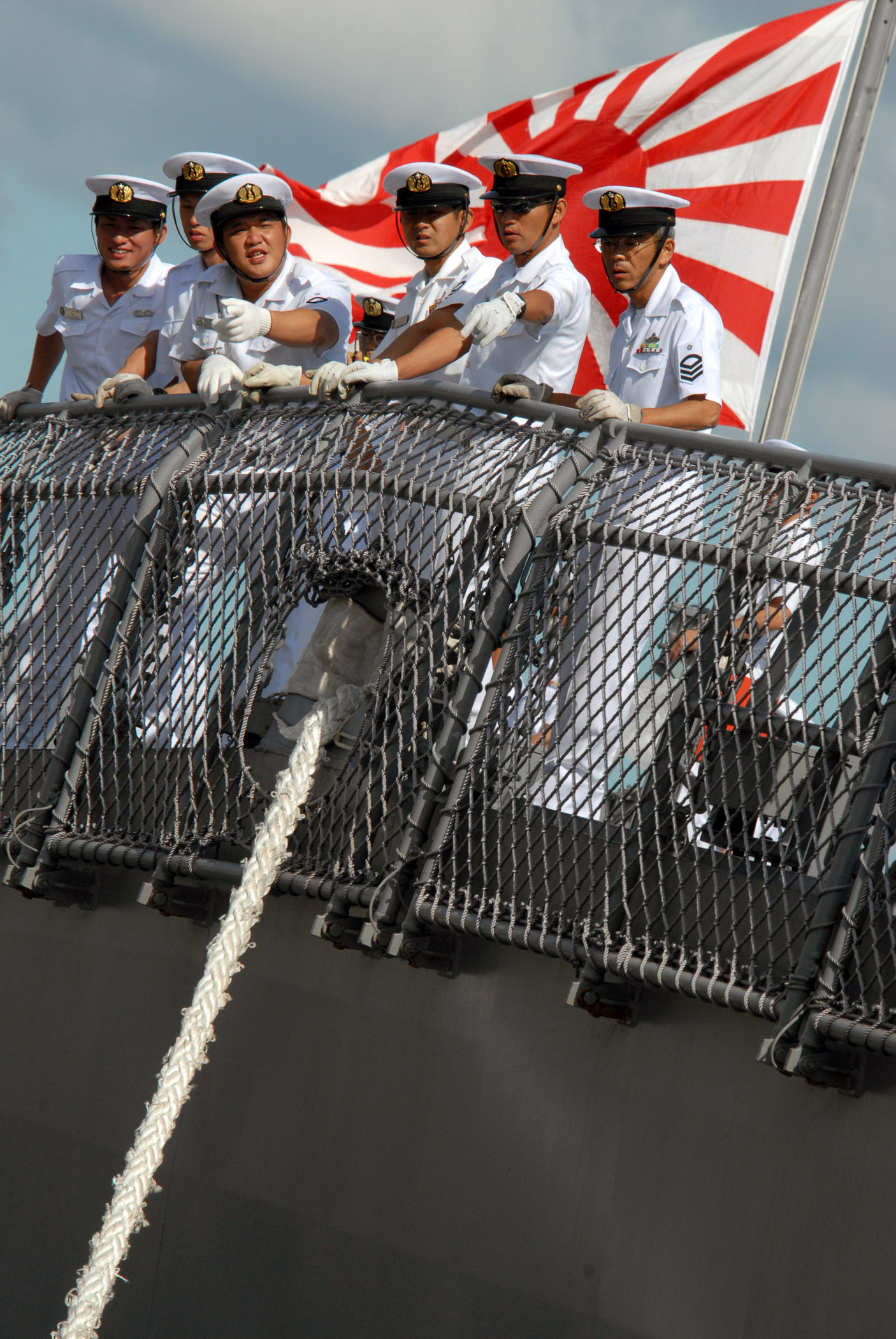
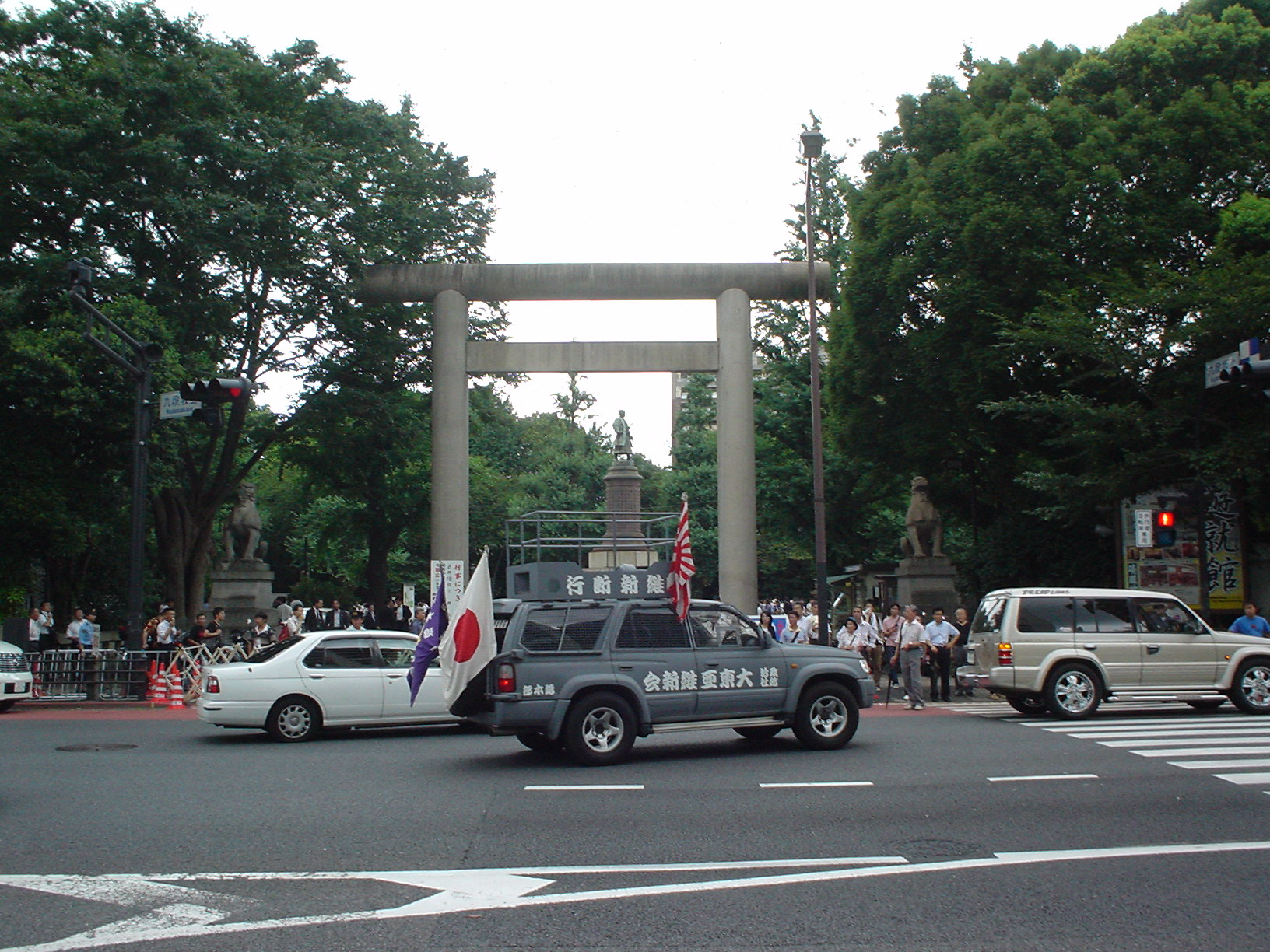